# ボクシング世界フェザー級王者一覧
ボクシング世界フェザー級王者一覧は、以下の団体の世界フェザー級王座を獲得した人物を年代順にまとめた一覧表。なお、NYSACはニューヨーク州アスレチックコミッションの略称。
- 世界ボクシング協会（WBA）、1921年に全米ボクシング協会（NBA）として創設。
- 世界ボクシング評議会（WBC）、1963年にWBAと欧州、英連邦、中南米、東洋の地域団体との討議機関として創設。1968年にはWBAと完全に分裂。

| 名前                           | 国籍             | 在位期間                              | 認定団体 |
| ------------------------------ | ---------------- | ------------------------------------- | -------- |
| アイク・ウェアー               | イギリス         | 1889年3月31日 - 1890年1月13日         | 世界     |
| ビリー・マーフィー             | ニュージーランド | 1890年1月13日 - 1890年9月2日          | 世界     |
| ヤング・グリフォ               | オーストラリア   | 1890年9月2日 - 1892年（返上）         | 世界     |
| ジョージ・ディクソン           | カナダ           | 1892年6月27日 - 1896年11月27日        | 世界     |
| フランク・アーン               | スイス           | 1896年11月27日 - 1897年3月24日        | 世界     |
| ジョージ・ディクソン(2期目)    | カナダ           | 1897年3月24日 - 1897年10月4日         | 世界     |
| ソリー・スミス                 | アメリカ合衆国   | 1897年10月4日 - 1898年9月26日         | 世界     |
| デイブ・サリバン               | イギリス         | 1898年9月26日 - 1898年11月11日        | 世界     |
| ジョージ・ディクソン(3期目)    | カナダ           | 1898年11月11日 - 1900年1月9日         | 世界     |
| テリー・マクガバン             | アメリカ合衆国   | 1900年1月9日 - 1901年11月28日         | 世界     |
| ヤング・コーベット2世          | アメリカ合衆国   | 1901年11月28日 - 1903年(返上)         | 世界     |
| エイブ・アッテル               | アメリカ合衆国   | 1903年 - 1904年                       | 世界     |
| ブルックリン・トミー・サリバン | アメリカ合衆国   | 1904年 - 1905年                       | 世界     |
| エイブ・アッテル(2期目)        | アメリカ合衆国   | 1906年2月22日 - 1912年2月22日         | 世界     |
| ジョニー・キルベーン           | アメリカ合衆国   | 1912年2月22日 - 1923年6月2日          | 世界     |
| ジョニー・ダンディー           | アメリカ合衆国   | 1922年8月15日 - 1924年8月10日(返上)   | 世界     |
| ユージン・クリキ               | フランス         | 1923年6月2日 - 1923年7月26日          | 世界     |
| ルイス・キッド・カプラン       | ソビエト連邦     | 1925年1月2日 - 1927年3月28日(返上)    | 世界     |
| ベニー・バス                   | アメリカ合衆国   | 1927年9月12日 - 1928年2月10日         | 世界     |
| トニー・カンゾネリ             | アメリカ合衆国   | 1928年2月10日 - 1928年9月28日         | 世界     |
| アンドレ・ルーチス             | フランス         | 1928年9月28日 - 1929年9月23日         | 世界     |
| バタリング・バタリノ           | アメリカ合衆国   | 1929年9月23日 - 1932年3月1日(返上)    | 世界     |
| トミー・ポール                 | アメリカ合衆国   | 1932年5月26日 - 1933年1月13日         | 世界     |
| キッド・チョコレート           | キューバ         | 1932年10月13日 - 1934年3月(剥奪)      | 世界     |
| フレディ・ミラー               | アメリカ合衆国   | 1933年1月13日 - 1936年5月11日         | 世界     |
| ベビー・アリスメンディ         | メキシコ         | 1934年8月30日 - 1936年5月(剥奪)       | 世界     |
| ペティ・サロン                 | アメリカ合衆国   | 1936年5月11日 - 1937年10月29日        | 世界     |
| マイク・ベロイズ               | アメリカ合衆国   | 1936年9月3日 - 1936年10月27日         | 世界     |
| ヘンリー・アームストロング     | アメリカ合衆国   | 1937年10月29日 - 1938年9月12日(返上)  | 世界     |
| レオ・ロダック                 | アメリカ合衆国   | 1938年12月29日(認定) - 1939年4月18日  | 世界     |
| ジョーイ・アーチボルト         | アメリカ合衆国   | 1939年4月18日 - 1939年4月18日（返上） | 世界     |
| ペティ・スカルツォ             | アメリカ合衆国   | 1940年5月1日 - 1941年7月1日           | NBA      |
| ハリー・ジェフラ               | アメリカ合衆国   | 1940年5月20日 - 1941年5月12日         | NBA      |
| ジョーイ・アーチボルト(2期目)  | アメリカ合衆国   | 1941年5月12日 - 1941年9月11日         | NBA      |
| リッチー・レモス               | アメリカ合衆国   | 1941年7月1日 - 1941年11月18日         | NBA      |
| チャーキー・ライト             | アメリカ合衆国   | 1941年9月11日 - 1942年11月20日        | 世界     |
| ジャッキー・ウィルソン         | アメリカ合衆国   | 1941年11月18日 - 1943年1月18日        | NBA      |
| ウィリー・ペップ               | アメリカ合衆国   | 1942年11月20日 - 1948年10月29日       | 世界     |
| ジャッキー・カルーラ           | カナダ           | 1943年1月18日 - 1943年8月16日         | NBA      |
| フィル・テラノバ               | アメリカ合衆国   | 1943年8月16日 - 1944年3月10日         | NBA      |
| サル・バートロ                 | アメリカ合衆国   | 1944年3月10日 - 1946年6月7日          | NBA      |
| ウィリー・ペップ(2期目)        | アメリカ合衆国   | 1946年6月7日 - 1948年10月29日         | 世界     |
| サンディ・サドラー             | アメリカ合衆国   | 1948年10月29日 - 1949年2月11日        | 世界     |
| ウィリー・ペップ(3期目)        | アメリカ合衆国   | 1949年2月11日 - 1950年9月8日          | 世界     |
| サンディ・サドラー(2期目)      | アメリカ合衆国   | 1950年9月8日 - 1957年(返上)           | 世界     |
| ホーガン・バッセイ             | ナイジェリア     | 1957年6月24日 - 1959年3月18日         | 世界     |
| デビー・ムーア                 | アメリカ合衆国   | 1959年3月18日 - 1963年3月21日         | 世界     |